# Plagiostenopterina submetallica
Plagiostenopterina submetallica är en tvåvingeart som först beskrevs av Friedrich Hermann Loew 1852.  Plagiostenopterina submetallica ingår i släktet Plagiostenopterina och familjen bredmunsflugor. Inga underarter finns listade i Catalogue of Life.